# Entodon seubertianus
Entodon seubertianus là một loài rêu trong họ Entodontaceae. Loài này được M. Fleisch. mô tả khoa học đầu tiên năm 1923.